# بوکو حرام

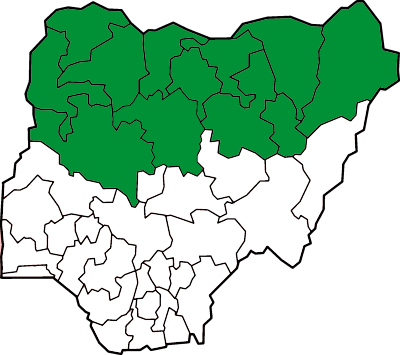
سبزرنگ: ایالت‌های نیجریه که هم‌اینک قانون اسلامی بر آن‌ها حاکم شده‌است.

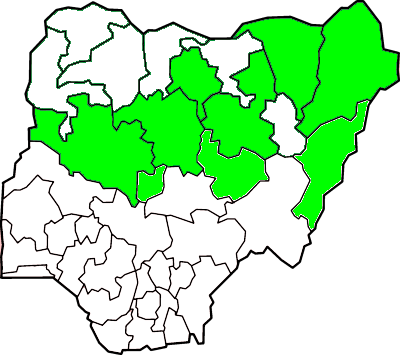
ایالت‌هایی که مورد حملهٔ بوکو حرام قرار گرفته‌اند.

بوکو حَرام (در زبان هوسه به معنی تحصیل غربی حرام است) با نام رسمی جماعة اهل السنة للدعوة و الجهاد یک گروه شورشی و جهادی اسلامی در شمال نیجریه است که خواستار تعطیلی تمامی مدارس نوین و تحمیل شریعت اسلامی بر تمامی ۳۶ ایالت نیجریه است. این گروه که در نیجر، چاد و شمال کامرون نیز فعال است در سال ۱۳۸۱ هجری شمسی تأسیس شده و پیش‌تر با شبکهٔ القاعده ارتباط داشت اما در سال ۱۳۹۴ با ابوبکر بغدادی بیعت کرد و نام خود را به «ولایت مغرب آفریقا دولت اسلامی» تغییر داد.
قوانین شریعت اسلامی از سال ۱۳۸۱ در شمال نیجریه اجرا می‌شود ولی شورشیان اسلامی از جمله گروه طالبان نیجریه و گروه «بوکو حرام» خواهان اجرای قوانین اسلامی در سراسر نیجریه هستند. درگیری‌های مسلمانان تندرو با دولت نیجریه در ایالت‌های کانو، بورنو و یوبه در شمال نیجریه در ماه ژوئیهٔ سال ۲۰۰۹ صدها کشته برجای گذاشت.
نیجریه سرزمینی است که دو قسمت مجزا دارد. جنوب نیجریه که جمعیت غالب آن را مسیحیان تشکیل می‌دهند، غنی از نفت است و همهٔ تجملات ثروتمندترین کشور آفریقا را در خود دارد، در حالی که شمال مسلمان‌نشین آن در جمع فقیرترین‌های دنیاست. ۲۰ تا ۳۰ درصد این جمعیت باسواد هستند؛ این رقم در میان زنان که به‌طور معمول هفت بچه می‌آورند مقدار کمتری است. جمعیت آن‌ها با نسل بزرگسال جوانی که آموزش ندیده‌اند متورم شده‌است و نسبت به روی آوردن به افکار افراط‌گرایی آسیب‌پذیر است. بوکو حرام در چنین محیطی شکل گرفت.
گروه بوکو حرام در سال ۱۳۸۱ توسط محمد یوسف در مایدوگوری بنیان‌گذاری شد و در سال ۱۳۸۳ به کاما در ایالت یوبه نقل مکان کرد. این گروه در آن‌جا پایگاهی به نام «افغانستان» برپا کرده‌است. محمد یوسف به‌شدت با دموکراسی، آموزشِ سکولار و دانش مخالف بود. او متعلق به تفکرات سلفی بود و به شدت تحت تأثیر نظرات ابن تیمیه قرار داشت. آرای ابن تیمیه مبنای نظریِ مکتب سلفی است. محمد یوسف کروی بودن زمین را هم زیر سؤال برد. با کشته شدن وی در سال ۱۳۸۸، فرد دیگری به نام ابوبکر شکائو رهبر این گروه شد. این گروه تاکنون با حملات متعددی به بانک‌ها و رستوران‌ها و فروشگاه‌های بزرگ دست به کشتارهای مختلفی زده‌است.
در ۷ فوریهٔ ۲۰۱۵ (۱۹ بهمن ۱۳۹۳) پنج کشور درگیر جنگ با گروه تروریستی بوکو حرام (نیجریه، چاد، کامرون، نیجر و بنین) در بیانیهٔ پایانی نشست مشترک خود متعهد شدند برای مبارزه با این گروه، ۸ هزار و ۷۰۰ تن نیرو تشکیل دهند. این پنج کشور آفریقایی که در یائونده پایتخت کامرون نشست ضد بوکو حرام برگزار کردند، هر کدام سهمی از این نیروها را تأمین خواهند کرد. این نیرو شامل نفرات نظامی، امنیتی و غیرنظامی خواهد بود.
در اسفند ۱۳۹۳ ابوبکر شکائو، رهبر گروه بوکو حرام با انتشار پیامی صوتی در اینترنت به‌طور رسمی بیعت خود را با ابوبکر البغدادی، خلیفهٔ داعش اعلام کرد.

## ریشه شناسی
گروه بوکو حرام نام رسمی خود را «جماعت اهل سنت برای دعوت و جهاد» نهاده‌است. نام غیررسمی این تشکل معنای «آموزش غربی حرام» را می‌دهد.

## اقدامات

### کشتار در روستای ایزگه
سناتور علی ندوم، از ایالت بورنو، به بی‌بی‌سی گفته‌است: «بر اساس اطلاعاتی که از ایزگه دریافت کرده‌ام، تا به حال ۱۰۶ نفر از جمله یک زن مسن توسط مهاجمان که گمان می‌رود مردان مسلح بوکو حرام باشند، کشته شده‌اند.» به گفتهٔ شاهدان در این حمله مهاجمان ابتدا مردان را در دسته‌های مختلف جمع کردند و به ضرب گلوله یا با سلاح سرد کشتند و سپس خانه به خانه رفته و به کشتار خود ادامه دادند. ابوبکر عثمان، یکی از ساکنان این روستا در تماس تلفنی با رویترز گفته‌است: «اکنون که در حال حرف زدن با شما هستم، هنوز اجساد قربانیان در خیابان‌ها دراز به دراز افتاده‌است. ما بدون به خاک سپردن آن‌ها فرار کردیم، زیرا می‌ترسیدیم تروریست‌ها هنوز داخل بوته‌ها و سبزه‌زارها در کمین باشند».

### کشتار در روستای مایدوگوری و ماینوک
گروه بوکو حرام در حمله به مناطقی در شمال شرق نیجریه بیش از ۷۵ نفر را به قتل رساندند. همچنین مهاجمان کل روستای ماینوک در حدود ۵۰ کیلومتری غرب شهر مایدوگوری را ویران کردند. یک شاهد عینی حمله را چنین تشریح کرد: «آن‌ها شروع به تیراندازی به هر سو کردند و همهٔ خانه‌های روستا را به آتش کشیدند.» پیش‌تر دو بمب در یک ناحیهٔ پرجمعیت مایدوگوری منفجر شد – شهری که بوکو حرام اغلب آنجا را هدف گرفته. اولین بمب در یک کامیون حامل الوار جاسازی شده بود. وقتی مردم برای نجات قربانیان می‌کوشیدند بمب دیگری منفجر شد. در زمان حادثه بسیاری از مردم در یک سالن در آن نزدیکی مشغول تماشای یک بازی فوتبال بودند. در آن نزدیکی همچنین یک مهمانی عروسی در حال برگزاری بود. بسیاری از کشته‌ها کودک بودند.

### ربودن ۲۷۶ دختر دانش‌آموز
این گروه در آوریل ۲۰۱۴ اقدام به ربودن ۲۷۶ دختر دانش‌آموز از منطقهٔ شبوک در ایالت بورنو کرد. این دختران 9 تا ۱۸ ساله از یک مدرسهٔ شبانه‌روزی در شمال شرقی نیجریه ربوده شدند. گفته می‌شود حدود ۵۰ تن از این دختران پس از ربوده شدن موفق به فرار شده‌اند. دو هفته پس از آن ابوبکر شکائو رهبر این گروه تروریستی در یک نوار ویدئویی ضبط شده اعلام کرد این دانش‌آموزان را به عنوان برده معامله می‌کند. وی صراحتاً اعلام کرد این دختران در بازار برده‌ها فروخته می‌شوند یا با زور به ازدواج مردان درمی‌آیند. وی همچنین گفت که خودش با دو تن از این دختران که یکی ۱۲ ساله و دیگری ۹ ساله است ازدواج می‌کند. وی دموکراسی و آموزش‌های غربی و تحصیل دختران را مورد حمله قرار داد و گفت این دانش‌آموزان را ربوده زیرا تحت آموزش‌های غربی قرار داشتند. همچنین گزارش‌هایی منتشر شده که نشان می‌دهد برخی از این دختران با قیمت حدود ۱۲ دلار در کشورهای همسایه در مرز چاد و در کامرون به فروش رسیده‌اند. در همان روز انتشار ویدئوی رهبر گروه، هشت دختر دیگر نیز در روستای وارابه در ایالت بورنو ربوده شدند، دختران ربوده شده بین ۱۲ تا ۱۵ سال داشتند.
در آمریکا
در آمریکا فشار برای یافتن دختران چنان بالا گرفت که نمایندگان دولت آمریکا اعلام کردند که به دولت نیجریه برای پیدا کردن این دانش‌آموزان یاری خواهند رساند. برای یافتن تروریست‌های بوکو حرام، بیش از هرچیز به اطلاعات سرویس‌های مخفی آمریکا امید بسته شد. دفتر ریاست‌جمهوری آمریکا گفت که در سطح سیاسی و نظامی با این موضوع برخورد خواهد کرد، اما به هیچ عنوان نیروی نظامی به نیجریه نخواهد فرستاد و احتمالاً به ارتش نیجریه در عملیات نجات دختران ربوده‌شده کمک خواهد شد.
کارزار توییتری
در ۸ مه (۱۸ اردیبهشت) کارزار توییتری نیز در حمایت از دانش‌آموزان دختر ربوده‌شده تشکیل شد، که اقبالی جهانی یافت. این کمپین که در یک روز بیش از یک میلیون بار توییت شد، حمایت میشل اوباما، همسر باراک اوباما رئیس‌جمهور ایالات متحده و ملاله یوسف‌زی، فعال پاکستانی را نیز در پی داشت. هزاران نفر از مردم شهرهای مختلف جهان که تحت تأثیر این کارزار قرار گرفتند به‌سوی سفارت نیجریه، از جمله در آفریقای جنوبی، لندن و نیویورک راهپیمایی کردند و خواستار شدت عمل برای یافتن و نجات این دختران شدند. میشل اوباما گفت: «دعاهای ما همراه دختران ربوده‌شدهٔ نیجریه‌ای و خانواده‌های آن‌هاست. زمان آن رسیده که دختران ما را بازگردانید.»

### کشتار بیش از ۲۰۰ تن
افراط‌گرایان مسلمان بوکو حرام در ۱۶ اردیبهشت ۱۳۹۳ (۶ مه ۲۰۱۴) در نیجریه به روستای «گامبورو» در شمال شرق این کشور حمله کردند و دست‌کم ۲۰۰ نفر از اهالی این روستا را به قتل رساندند و صدها خانه را به آتش کشیدند. قربانیان به ضرب گلوله، در پی حمله یا در پی آتش‌سوزی خانه‌هایشان کشته شدند. گفته شد که ۱۶ مأمور پلیس نیز در میان کشتگان این کشتار بودند. همچنین مهاجمان در حملهٔ خود بزرگ‌ترین بازار روستا را با تمام کالاهای آن که برای صادرات آماده شده بودند آتش زدند.

### حمله به روستایی در بورنو
در روستایی در ایالات بورنو در نیجریه بین ۹۳ تا ۱۰۶ نفر از ساکنان آن را کشته شده‌اند. گمان می‌رود این کشتار، کار نیروهای شبه‌نظامی «بوکو حرام» باشد. یکی از نجات‌یافتگان این حمله به خبرگزاری فرانسه گفته‌است که حمله‌کنندگان «خانه به خانه» مردم را بیرون کشیده‌اند. به گفتهٔ او پیکارجویان با شش کامیون و چند موتور وارد روستا شده‌اند، لباس نظامی به تن داشته‌اند و همهٔ مردان روستا را در یک محل جمع کرده‌اند و سپس «دست به کشتار آن‌ها زدند».

### حملهٔ انتحاری علیه تماشاگران جام جهانی در نیجریه
در جریان جام جهانی ۲۰۱۴ برزیل و هم‌زمان با آغاز بازی تیم ملی فوتبال نیجریه در مقابل آرژانتین، یک مهاجم انتحاری اقدام به انفجار بمبی در میان جمعیت کرد که دست‌کم باعث کشته شدن ۷ نفر و مجروح شدن ۱۵ تن شد.

### حملهٔ خونبار به یک بازارچه در نیجریه
حملهٔ شبه‌نظامیان گروه بوکو حرام به یک بازارچهٔ روستایی در شمال‌شرقی نیجریه حداقل ۳۶ کشته برجا گذاشته‌است. سیزده نفر از کشته‌شدگان از اعضای بوکو حرام بودند. خبرگزاری رویترز به نقل از منابع امنیتی نوشته‌است که حداقل ۲۳ غیرنظامی و ۱۳ عضو بوکو حرام در حملهٔ این گروه به ماینوک کشته شدند. به گفتهٔ این منابع، تعدادی از شبه‌نظامیان نیز مجروح شده‌اند و نیروهای امنیتی در حال تعقیب آن‌ها هستند. به گفتهٔ شاهدان عینی، حملهٔ بوکو حرام به بازارچهٔ ماینوک با فرار گستردهٔ مردم و نظامیان همراه بود و تعدادی از مردم در اثر برخورد با خودروهای در حال فرار جان خود را از دست دادند.

### حمله به روستای کوشوبه در نزدیکی شهر مایدوگوری
این حمله در روستای کوشوبه در نزدیکی شهر مایدوگوری در شمال شرق نیجریه رخ داد و کشته‌شدگان کارگران مزارع برنج بودند. در این حملهٔ بی‌رحمانه که در تاریخ ۹ آذر ۱۳۹۹ به وقوع پیوست، دست‌کم ۱۱۰ شهروند کشته شده و تعداد زیادی نیز زخمی شدند. همچنین شماری از زنان نیز ربوده شدند.
در جریان این حمله افراد مسلح که سوار بر موتورسیکلت به روستاییان حمله کردند، دست و پای شهروندان را بسته و گلویشان را بریدند. در همین راستا «ادوارد کالون» هماهنگ‌کنندهٔ امور بشردوستانهٔ سازمان ملل متحد در بیانیه‌ای اعلام کرد: این خشونت‌آمیزترین حملهٔ مستقیم علیه شهروندان بیگناه در سال ۲۰۲۰ بوده‌است.

## اعلام خلافت اسلامی
رهبر بوکو حرام در شمال نیجریه خلافت اسلامی اعلام کرده‌است و اعلام داشته که یکی از شهرهای نیجریه متعلق به بوکو حرام است. این ادعا از سوی مقامات نیجریه‌ای رد شده‌است. مقامات نیجریه‌ای اظهار داشته‌اند که در تمامیت ارضی نیجریه خللی وارد نشده‌است.

## تشابه بوکو حرام و داعش
رهبر گروه بوکو حرام با انتشار پیامی صوتی در اینترنت به‌طور رسمی بیعت خود را با ابوبکر بغدادی، خلیفهٔ دولت اسلامی (داعش) اعلام کرده‌است، اگرچه پیش از آن نیز نشانه‌های روشنی از همکاری این دو گروه با یکدیگر مشاهده می‌شد.
عملکرد دو گروه داعش در عراق و بوکو حرام در نیجریه شباهت‌های زیادی به هم دارد. هر ۲ گروه، اقدامات یکدیگر را در ربایش و کشتن افراد غیرمسلمان تأیید می‌کنند. در شرایطی که گروه بوکو حرام برخی از روستاهای مسیحی‌نشین را در نیجریه آتش زد و با ۲۰۰ دختر ربوده شده همانند بردگان رفتار کرد، داعش هم صدها تن از اقلیت‌های ایزدی و مسیحی شهر «موصل» در عراق را سر برید و زنان و دختران را به بردگی گرفت. همچنین بوکو حرام با الگوبرداری از اقدام داعش در سرزمین عراق و شام، ۲ شهریور در نیجریه اعلام خلافت اسلامی کرد. از این رو به نظر می‌رسد از نظر پایه‌های فکری، گرایش‌های اعتقادی، اهداف، راهبردها و شیوه‌های اجرایی میان داعش و بوکو حرام شباهت‌های زیادی وجود دارد.